# Mezinárodní asociace pro rozvoj
Mezinárodní asociace pro rozvoj (anglicky International Development Association, zkratka IDA) je specializovaná agentura OSN se sídlem ve Washingtonu, která finančně pomáhá nejchudším zemím světa. Cílem IDA, spolu s 173 akcionářskými zeměmi, je snižování chudoby poskytováním půjček (úvěrů) a grantů na programy, které podporují ekonomický růst, snižují nerovnosti a zlepšují životní podmínky lidí. Spolu se sesterskou Mezinárodní bankou pro obnovu a rozvoj (IBRD) tvoří Světovou banku (WB), s níž sdílí své cíle, personál i společné vedení, ale liší se od ní tím, že nepůjčuje podle podmínek finančních trhů, nýbrž poskytuje úvěry a granty zemím s nejnižším HDP na osobu (v roce 2016 méně než 1100 USD na osobu), se sníženou důvěryhodností a platební schopností. IDA je jedním z největších zdrojů pomoci pro nejchudší země světa a je jediným největším zdrojem dárcovských fondů pro základní sociální služby v těchto zemích.

## Popis
IDA má 173 akcionářských zemí, členů IBRD, z nichž 45 dárcovských zemí pravidelně každé 3 roky doplňuje její rozpočet. Z téměř 50 miliard USD v roce 2016 poskytly USA 58 %, Francie 22 %, Spojené království 8 % atd. IDA půjčovala a půjčuje peníze 76 zemím (především z Afriky a z Asie) za zvýhodněných podmínek. To znamená, že úvěry IDA mají nulový nebo velmi nízký úrokový poplatek a splátky jsou rozloženy na 30 až 38 let, včetně pětiletého až desetiletého období odkladu. Poskytuje prostředky především na základní vzdělání a zdravotní péči, na lepší zacházení s vodou a odpady a na ocjhranu prostředí, na zlepšení obchodního klimatu a na úpravy infrastruktury a reformu institucí. IDA také poskytuje nevratné granty zemím ohroženým dluhovými problémy. Splátky dlužnických zemí se nevracejí dárcům, ale stávají se částí rozpočtu IDA.

## Působení a výsledky
Od svého založení v roce 1960 poskytla IDA do roku 2019 113 zemím prostředky ve výši 375 miliard USD. Roční objem je v průměru kolem 22 miliard USD. Z půjček a grantů IDA byly v letech 2000-2010 najaty a vzdělány 3 miliony učitelů, očkováno 310 milionů dětí, postaveno nebo opraveno 118 tisíc km zpevněných silnic a 1600 mostů. 113 milionů lidí získalo lepší přístup k vodě a 5,8 milionu ke kanalizaci. 120 tisíc malých a středních podniků získalo půjčky v objemu 792 milionů USD.
Například v Afghánistánu se mezi roky 2002 a 2012 HDP zvýšil ze 4 na 20 miliard USD, i když pak se růst téměř zastavil. Počet žáků ve školách se zvýšil z 1 na 8,7 milionu, počet fungujících zdravotnických zařízení vzrostl ze 496 na více než 2000 a dětská úmrtnost klesla ze 165 na 77 z tisíce.
44 ze 76 dlužnických zemí si za dobu existence IDA zlepšilo svoji důvěryhodnost a ekonomický výkon tak, že už nepotřebují zvláštní podporu a mohou se ucházet o půjčky IBRD. Jsou to mimo jiné Albánie, Ázerbájdžán, Černá Hora, Čína, Egypt, Chile, Indie, Indonésie, Jižní Korea, Jordánsko, Kolumbie, Maroko, Srbsko, Thajsko, Tunis a Turecko. Nicméně 9 zemí toto zlepšení neobhájilo a opět kleslo mezi nejchudší, například Kongo, Nikaragua, Nigérie, Sýrie a Zimbabwe.